# Цундимахи
Цундимахи (дарг. ЦIундимахьи) — село в Акушинском районе Дагестана. Входит в состав Дубримахинского сельсовета.

## Географическое положение
Село находится на берегу реки Гандара (бассейн реки Акуша), на расстоянии 3,5 км к юго-востоку от села Акуша, административного центра района.

## Население
| 1926 | 1939 | 1970 | 1989 | 2002 | 2010 | 2021 |
| ---- | ---- | ---- | ---- | ---- | ---- | ---- |
| 139  | ↘105 | ↗170 | ↗271 | ↗368 | ↘356 | ↘320 |